# Navares de Enmedio
Navares de Enmedio – gmina w Hiszpanii, w prowincji Segowia, w Kastylii i León, o powierzchni 24,61 km². W 2011 roku gmina liczyła 108 mieszkańców.